# Sarah Ellen (actriz)
Sarah Ellen es una bloguera, modelo y actriz australiana.

## Carrera
El 22 de abril de 2016 obtuvo su primer papel importante en televisión cuando se unió al elenco recurrente de la serie australiana Neighbours donde interpreta a la estudiante de periodismo Madison Robinson, la hija de Scott Robinson (Jason Donovan) y Charlene Ramsay (Kylie Minogue), hermana de Daniel Robinson y sobrina de Paul Robinson, hasta el 27 de septiembre de 2016 después de que su personaje decidiera irse a Gold Coast para cantar en una serie de conciertos luego de que su tía Lucy Robinson se los consiguiera.

## Filmografía

### Series de televisión
| Año  | Título     | Personaje        | Notas        |
| ---- | ---------- | ---------------- | ------------ |
| 2016 | Neighbours | Madison Robinson | 36 episodios |

### Apariciones
| Año  | Programa         | Notas                                |
| ---- | ---------------- | ------------------------------------ |
| 2016 | The Wright Stuff | episodio # 21.50 panelista invitada. |
| 2014 | The Laundry      | invitada.                            |